# یولاندا راموس
یولاندا راموس (کاتالونیایی: Yolanda Ramos؛ زادهٔ ۴ سپتامبر ۱۹۶۸) بازیگر، کمدین و مجری تلویزیون اهل اسپانیا است. وی در سال ۲۰۲۰ برندهٔ جایزه فروس بهترین بازیگر نقش مکمل زن شد.
از فیلم‌ها یا برنامه‌های تلویزیونی که وی در آن نقش داشته است می‌توان به تورنته ۴: بحران مرگبار، بازگشت، پاکیتا سالاس و ۷ زندگی اشاره کرد.